# Margit Fisch
Margit Fisch (geb. 14. August 1961 in Dillingen/Saar) ist eine deutsche Ärztin, Wissenschaftlerin und Hochschullehrerin. Sie ist Professorin für Urologie und Direktorin der Klinik und Poliklinik für Urologie des Universitätsklinikum Hamburg-Eppendorf. Sie ist eine international renommierte Expertin mit besonderen Schwerpunkten auf der rekonstruktive Urologie, insbesondere Harnröhrenrekonstruktion, sowie der Kinderurologie. Fisch ist die erste Frau, die in Deutschland als Chefärztin eine urologische Klinik leitete und die deutschlandweit erste Professorin für Urologie. Mit ihr stand im Jahr 2021 zudem erstmals eine Frau an der Spitze der Deutschen Gesellschaft für Urologie.

## Werdegang
Fisch bestand ihr Abitur mit Auszeichnung und studierte ab 1980 Medizin an der Universität des Saarlandes. Sie absolvierte ihr Praktisches Jahr an der Universitätsklinikum des Saarlandes in Homburg und erhielt ihre Approbation im Dezember 1986. Fisch promovierte dort im Jahr 1987 bei Georg Dhom zum Thema „Die Epidemiologie der Nierenzellkarzinome im Saarland“. Ihre Facharztausbildung absolvierte sie zunächst von Januar bis Dezember 1987 in der Clinique St. Thérèse in Luxemburg und anschließend von 1988 bis 1992 an der Urologischen Universitätsklinik Mainz. Im Februar 1992 erhielt sie von der Bezirksärztekammer Rheinhessen ihre Facharztanerkennung als Urologin. Bis 1993 war Fisch an der Mainzer Universitätsklinik als Assistenzärztin tätig, dann als Oberärztin und schließlich ab 1997 als Leitende Oberärztin unter Rudolf Hohenfellner. Parallel war sie bis 1999 als Wissenschaftliche Mitarbeiterin an der Johannes Gutenberg-Universität Mainz beschäftigt und habilitierte sich dort im Jahr 1995 zum Thema Optimierung der Ureterosigmoidostomie, Entwicklung des Sigma-Rektum Pouches. Seit 1998 führt Fisch die Zusatzbezeichnung Spezielle Urologische Chirurgie. Im Jahr 2000 wechselte Fisch nach Hamburg und übernahm die Leitung der Kinderurologie der Abteilung für Urologie des Asklepios Klinikum Harburg. Im Januar 2002 wurde Fisch Chefärztin im Urologisches Zentrum Hamburg (UZH) der Abteilung für Urologie und Kinderurologie der Asklepios Klinik Harburg. Von Juni bis Dezember 2001 leitete Frisch kommissarisch die Abteilung für Urologie und Kinderurologie des Harburger Klinikums. Ab Januar 2002 war sie dort als Chefärztin am Urologischen Zentrum Hamburg (UZH) tätig und somit die erste Frau in Deutschland in einer solchen Position.
Die Universität Mainz ernannte Fisch im Jahr 2005 zur Außerplanmäßigen Professorin. Sie erwarb die ärztlichen Zusatzbezeichnungen Medikamentöse Tumortherapie und Andrologie in 2008. Im Jahr 2011 übernahm Fisch die Professur für Urologie am Universitätsklinikum Hamburg-Eppendorf. Sie ist somit die erste Frau in Deutschland mit einem Lehrstuhl für Urologie.

### Praxisprojekt zur Facharztausbildung
In Koordination mit dem Bundesverband der Belegärzte etablierte Fisch im Jahr 2016 ein Modellprojekt für die Ausbildung von Fachärzten, das die klinische Ausbildung um Erfahrungen im niedergelassenen Bereich ergänzte. Zudem erhielten die jungen Ärzte Gelegenheit sich mit den Modalitäten der belegärztlichen Abrechnung vertraut zu machen. Die angehenden Urologen hatten in diesem Rahmen die Gelegenheit, für ein Jahr in einer Facharztpraxis im ländlichen Raum Kompetenzen aufzubauen. Hierfür kooperierte das Universitätsklinikum Hamburg-Eppendorf mit Belegarztpraxen im Hamburger Umland.

### Privates
Fisch spricht fließend Englisch und Französisch und lebt in einem Reetdachhaus südlich von Hamburg, das sie selbst renoviert hat.

### Preise, Ehrungen und Auszeichnungen
- 2023 Maximilian-Nitze-Medaille der Deutschen Gesellschaft für Urologie[5]

## Ehrenamtliches Engagement
Fisch engagiert sich berufspolitisch im Berufsverband der Deutschen Urologen und gehörte dem Vorstand des Landesverbands Hamburg an. Zudem ist sie neben ihrer beruflichen Tätigkeit in zahlreichen nationalen und internationalen Gesellschaften und Gremien aktiv. Hierzu gehören die Vereinigung Norddeutscher Urologen, der Berufsverband der Deutschen Urologen, die Deutsch-Japanische Gesellschaft, die Society of Women in Urology (SWIU), die European Society of Paediatric Urology, die Panafrican Association of Urology und die European Association of Urology. Im Rahmen ihres ehrenamtlichen Engagements war sie Schriftführerin und Präsidentin der European Society of Genitourinary Reconstructive Surgeons (ESGURS) sowie von 2000 bis 2001 Präsidentin der Society of Genitourinary Reconstructive Surgeons (GURS). Fisch engagiert sich langjährig in der Deutschen Gesellschaft für Urologie, deren Vorstand sie seit 2003 als Schriftführerin und Pressereferentin angehörte. Im Jahr 2019 wurde sie Zweite Vizepräsidentin der DGU. Hier engagiert sie sich insbesondere im „Arbeitskreis Kinderurologie“. Zwei Jahre später wurde sie zur Vorsitzenden der Fachgesellschaft gewählt und ist somit die erste Frau, die je dieses Amt innehatte. Für die DGU war Fisch an der Erarbeitung der S2k-Leitlinie zur operativen Behandlung der distalen, mittleren und proximalen Hypospadie beteiligt, bei der die Fachgesellschaft federführend war. Fisch gehörte zur Steuerungsgruppe der im Jahr 2021 veröffentlichten Leitlinie, deren Erstellung und Publikation von der Arbeitsgemeinschaft der Wissenschaftlichen Medizinischen Fachgesellschaften koordiniert wurde.

### Engagement für Frauen in der Urologie
Die Urologie ist eine medizinische Fachdisziplin die in ihrer fachlichen Struktur und somit auch in der Ausbildung männlich dominiert ist. Zudem liegt die Habilitationsrate von Urologinnen unterhalb derer ihrer männlichen Kollegen.  Um die Repräsentation von Frauen zu stärken und sie in der Urologie strukturell zu fördern, gründete Fisch am 15. September 2021 gemeinsam mit Susanne Krege und Daniela Schultz-Lampel die Arbeitsgemeinschaft Urologinnen der Deutschen Gesellschaft für Urologie im Rahmen des 73. Kongresses der Fachgesellschaft. Inzwischen wurde die Arbeitsgruppe in AG Ärztinnen und Wissenschaftlerinnen in der Urologie umbenannt. Die AG beinhaltet inzwischen ihrerseits selbst sechs Arbeitsgruppen – Bestandsaufnahme Status Quo, Netzwerk Urologische Praxis, Netzwerk Wissenschaftlerinnen, Interaktion mit anderen Fachdisziplinien, Expertinnenliste und Arbeiten/Operieren in der Schwangerschaft (OpidS) – und wird von einer Steuerungsgruppe koordiniert, der Fisch als Delegierte der DGU angehört.

## Publikationen
Fisch war an mehr als 300 wissenschaftlichen Veröffentlichungen in angesehenen Fachzeitschriften beteiligt. Darüber hinaus verfasst sie regelmäßig Beiträge in Fachbüchern.

### Beiträge (Bücher)
- Raimund Stein, Lutz T. Weber, Nuina Younsi, Katrin Zahn, Maximilian Stehr: Die Kinder- und Jugendurologie, Springer Medizin Verlag, Berlin 2023, ISBN 978-3-662-63274-1
- Francisco E. Martins, Henriette Veiby Holm, Jaspreet S. Sandhu, Kurt A. McCammon: Female Genitourinary and Pelvic Floor Reconstruction, Springer Medizin Verlag, Berlin 2023
- Maurice Stephan Michel, Joachim W. Thüroff, Günter Janetschek, Manfred P. Wirth: Die Urologie Springer Medizin Verlag, Berlin 2023, ISBN 978-3-662-63399-1
- Jennifer Kranz, Petra Anheuser, Joachim A. Steffens: Komplikationen in der Urologie. Risiken Erkennen und vermeiden, Springer Medizin Verlag, Berlin 2021
- Francisco E. Martins, Sanjay B. Kulkarni, Tobias S. Köhler: Textbook of Male Genitourethral Reconstruction, Springer Medizin Verlag, Berlin 2020
- John P. Gearhart, Ranjiv Mathews: The Extrophy – Epispadias Complex. Research Concepts and Clinical applications, 1999

### Mitarbeit (Auswahl)
- S2k-Leitlinie zur operativen Behandlung der distalen, mittleren und proximalen Hypospadie Registernummer 006-026, Arbeitsgemeinschaft der Wissenschaftlichen Medizinischen Fachgesellschaften, 2021[8]